# Émilien
Pour les articles homonymes, voir Émilien (homonymie).
Émilien ou Æmilien (Marcus Aemilius Aemilianus) est empereur romain de juin à septembre/octobre 253, pendant l'Anarchie militaire.

## Biographie
Ses antécédents sont inconnus, sa famille est originaire de Maurétanie. Il est né dans la province romaine d'Afrique. Selon l'Épitomé de Caesaribus (Abrégé des Césars) (IVe siècle), il est né à Girba (Djerba, une île au large des côtes de la Tunisie) et était maure, une autre référence de la même source affirme qu'il est né vers 207. L'historien du XIIe siècle Joannes Zonaras le qualifie de Libyen plutôt que de Maure.
Il a succédé à Trébonien Galle dans la charge de gouverneur de Mésie. En 253, les Goths ravagent l'Asie et saccagent Éphèse. Émilien les repousse au-delà du Danube ; ces succès amènent ses soldats à l'acclamer empereur le 24 juillet 253.
Trébonien charge alors Valérien, commandant des armées du Rhin et du Haut-Danube de réprimer cette usurpation. Cependant, Valérien est proclamé à son tour empereur par ses soldats avant d'atteindre la Mésie. Valérien et Émilien marchent alors ensemble sur l'Italie.
Au début d'août 253, Émilien rencontre Trébonien et son fils Volusien à Terni en Ombrie (ou à Interamne selon Aurelius Victor et Eutrope). Trébonien Galle et Volusien sont abandonnés par leurs soldats et exécutés. Le Sénat romain reconnait Émilien comme empereur. Mais lorsqu’il s’apprête à affronter Valérien à Spolète, il est tué par ses propres soldats, qui sont en infériorité numérique et se rallient à Valérien,,.

## Noms successifs
- Naît : Marcus Aemilius Aemilianus.
- 253, accède à l'Empire : Imperator Caesar Marcus Aemilius Aemilianus Pius Felix Augustus, selon une de ses monnaies[6].